# Saint-Georges-de-la-Couée
Saint-Georges-de-la-Couée – miejscowość i gmina we Francji, w regionie Kraj Loary, w departamencie Sarthe.
Według danych na rok 1990 gminę zamieszkiwało 198 osób, a gęstość zaludnienia wynosiła 17 osób/km² (wśród 1504 gmin Kraju Loary, Saint-Georges-de-la-Couée plasuje się na 1056. miejscu pod względem liczby ludności, natomiast pod względem powierzchni na miejscu 935.).